# Crytea hemerythraea
Crytea hemerythraea är en stekelart som först beskrevs av Morley 1917.  Crytea hemerythraea ingår i släktet Crytea och familjen brokparasitsteklar. Inga underarter finns listade i Catalogue of Life.